# Route départementale 205 (Haïti)
Pour les articles homonymes, voir Route départementale 205.
La route départementale 205, ou RD 205, est une route départementale d'Haïti, reliant Les Cayes à Les Anglais.

## Présentation
La route commence au carrefour Quatre-Chemins dans la commune Les Cayes où elle croise les RN 2 et RN 7.
Elle suit la côte de la mer des Caraïbes
Elle se termine à Débouché dans la commune Les Anglais.

## Tracé
- Les Anglais
- Chardonnières
- Port-à-Piment
- Les Côteaux
- Roche-à-Bateau
- Arniquet
- Port-Salut
- Saint-Jean-du-Sud
- Torbeck
- Les Cayes